# زهار (اسم)
زهار هو اسم علم مذكر من أصل عربي، ومعناه هو على صيغة المبالغة، وهو المتلالئ.

## وصلات خارجية
- موسوعة السلطان قابوس لأسماء العرب نسخة محفوظة 5 أبريل 2019 على موقع واي باك مشين.